# Daria Streng
Daria Streng (* 22. Mai 1995 in Anrath) ist eine deutsche Fußballspielerin.

## Karriere

### Verein
Streng begann ihre Karriere bei ihrem Heimatverein SC Viktoria 07 Anrath und kam über den SC Union Nettetal im Jahr 2010 in die Jugendabteilung des FCR 2001 Duisburg. Kurz zuvor hatte sie mit der Auswahl des Fußballverbands Niederrhein den U-15-Länderpokal gewonnen. Nachdem sie im Mai 2012 ihr Debüt für Duisburgs zweite Mannschaft in der 2. Bundesliga Nord gegeben hatte, rückte sie zur Saison 2012/13 in den Kader der ersten Mannschaft auf. Am 4. November 2012 debütierte Streng in Deutschlands höchster Spielklasse, als sie in bei der 1:3-Niederlage gegen den 1. FFC Frankfurt in der 75. Minute für Gülhiye Cengiz in die Partie kam. Nachdem sie in der Spielzeit 2013/14 aufgrund eines im September 2013 erlittenen Kreuzbandrisses nur ein Spiel bestreiten konnte, gab Streng im Mai 2014 ihren Wechsel zum SC Freiburg zur Saison 2014/15 bekannt.
2020 schloss sie sich dem SV Gottenheim an.

### Nationalmannschaft
Die Mittelfeldspielerin durchlief bisher sämtliche Juniorenauswahlen des Deutschen Fußball-Bunds. Im Jahr 2010 bestritt sie zwei Partien für die U-15-Nationalmannschaft und ein Jahr später mit den U-16-Juniorinnen den Nordic Cup. Nach ihren Debüt für die U-17-Auswahl im Jahr 2011 war sie 2012 Teil des 18-köpfigen deutschen Kaders, der in Nyon die U-17-Europameisterschaft gewann. Auch bei der im selben Jahr in Aserbaidschan ausgetragenen U-17-Weltmeisterschaft gehörte Streng zum deutschen Aufgebot und stand in allen Partien auf dem Platz. Mit der U-19-Nationalmannschaft qualifizierte sie sich 2013 für die Europameisterschaft in Wales.

## Erfolge
- U-17-Europameisterin 2012
- U-15-Länderpokal-Siegerin 2010